# ساروپازیدین
ساروپازیدین (نام علمی: Sauroposeidon) نام یک سرده از زیرراسته سوسمارپاشکلان است.این دایناسور غول پیکر، بلندقدترین دایناسور شناخته‌شده است. نامش ترکیب سورس (خزنده/مارمولک)+ پوسایدن (خدای دریا/زلزلۀ) است.